# キヘイ

ハワイ州マウイ郡キヘイ（赤色部分）

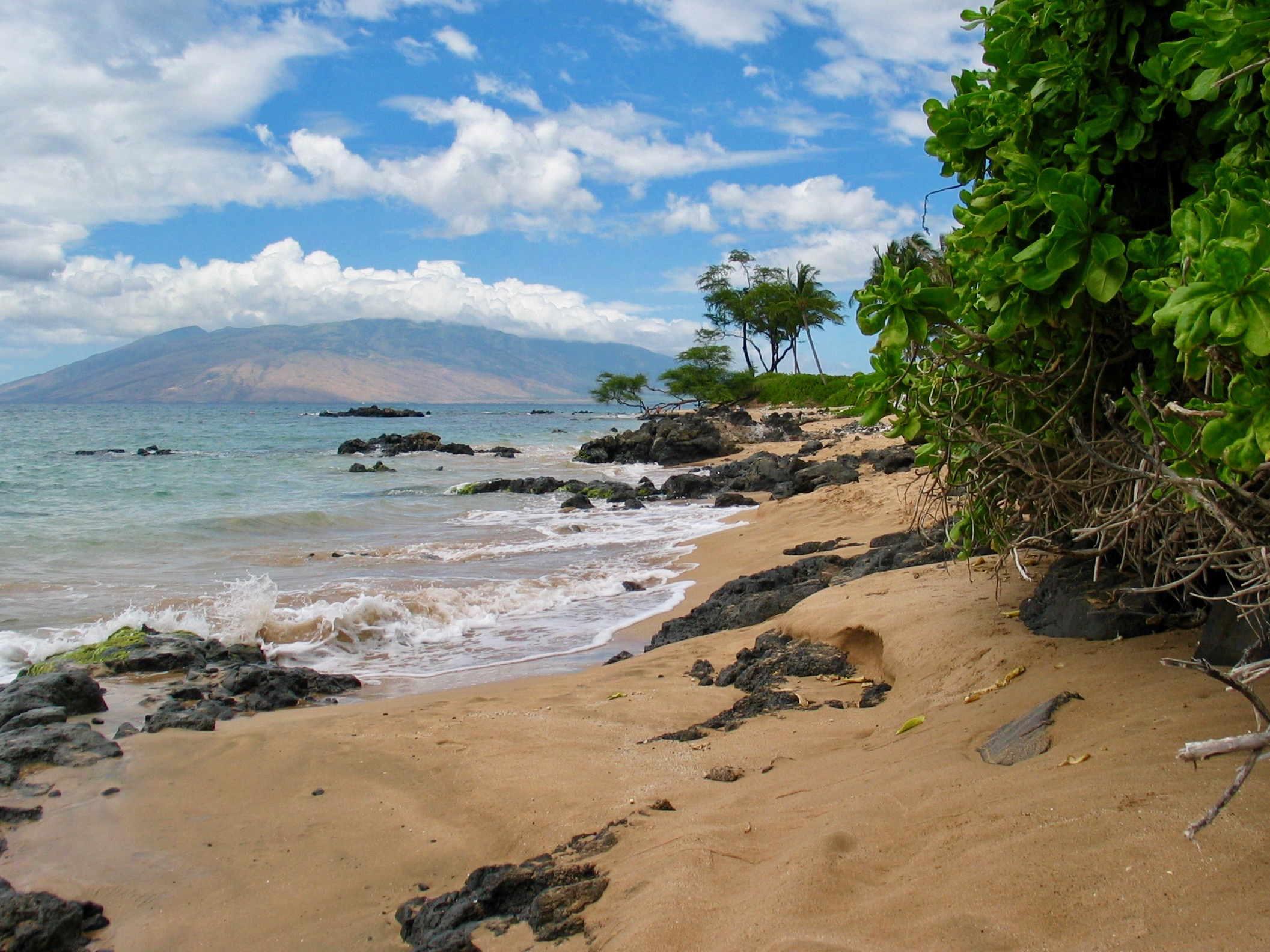
キヘイ・ビーチでマウイ島西部の山々を望む

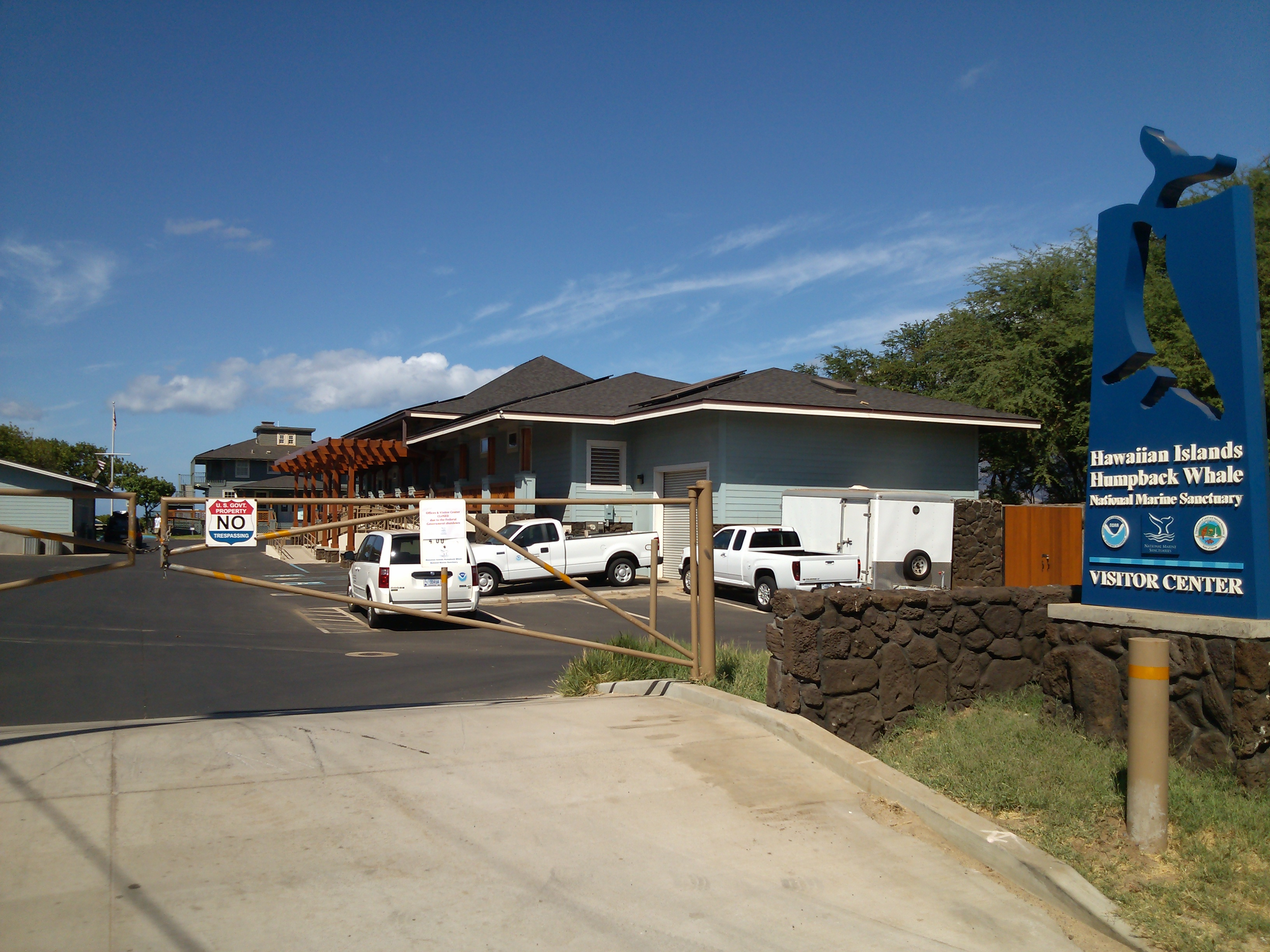
ハワイ諸島ザトウクジラ国立海洋保護地域の教育センター

キヘイ（英語: Kihei）はアメリカ合衆国ハワイ州のマウイ島の中央、南海岸寄りにある町である。街では観光業だけでなくハイテク産業も盛んである。

## 地理
キヘイはハワイ州マウイ島の中央、南海岸に面した町である。経緯は度は北緯20度45分33秒 西経156度27分26秒 / 北緯20.75917度 西経156.45722度。島の東側にあるハレアカラ山の西側で、卓越風の風下になる。気候は乾燥していて、年間降水量は250ミリメートルに満たない。
国勢調査指定地域「キヘイ」の面積は30.2平方キロメートルで、6.2平方キロメートルは池などの水面である。

## 概況
2000年国勢調査によると、「キヘイ」調査地域は人口16,749で、所帯数6,170、家族数は3,813であった。人種構成は多い順に、白人47.76％、アジア人24.72％、太平洋諸島人7.85％などであった
キヘイへは、カフルイ空港・カフルイからは南へ州道311号（Mokulele Highway）から州道31号（Pilani Highway）で、ワイルクからも南へ州道330号（Honoapi'ilani Highway）から州道31号で、約40分で到達できる。。

## 経済
マウイ島の中央部はカフルイ空港にも近く、北側の海岸から、中央部、南側の海岸まで、ホテルやコンドミアムが多く、観光業が盛んな所である。南海岸にあるキヘイはきれいな海岸があり、イルカ・ウォッチングや冬のホエール・ウォッチングも盛んである。
島の西のラハイナ（往年の捕鯨船基地、ハワイ王国の首都）へは州道30号線の南周りで、東のハレアカラ山へは州道377号線・378号線の北回りで行くことができる。

## ハイテクパーク
キヘイにはハワイ州政府およびマウイ郡政府が指定したハイテクパークがあり、ハワイ諸島ザトウクジラ国立海洋保護地域（Hawaiian Islands Humpback Whale National Marine Sanctuary）の教育センター、デキャルブ・ジェネティックス社（DeKalb Genetics）およびモンサント社の育種センターがある。
マウイ研究技術パーク（Maui Research and Technology Park）があり、そこにAMOS（Air Force Maui Optical and Supercomputing）の高速計算センター、太平洋災害センター（Pacific Disaster Center）もある。

## 参照項目
- カフルイ空港